# Patrice-François de Neny

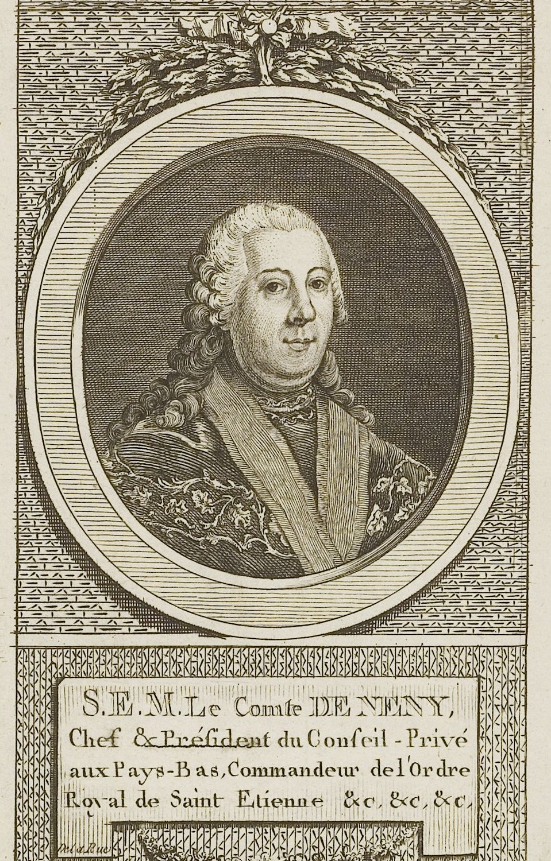

Patrice François de Neny (Brussel, 23 december 1716 - 1 januari 1784) was een staatsman en verlicht bestuurder in de Oostenrijkse Nederlanden tijdens de 18e eeuw.

## Familie
Neny was de zoon van de Ier Patrick MacNeny (1676-1745) en Anne Marie Peterbroeck (ca. 1679-1766). Zijn vader was in 1692 gevlucht en had carrière gemaakt in de administratie van de Oostenrijkse Nederlanden, waar hij opklom tot secrétaire d'État et de Guerre. De zoon verfranste zijn naam en trouwde op 14 december 1739 met Albertine Isabelle de Wynants, dochter van de magistraat en staatsman, graaf Goswin de Wynants (1661-1732). Van de vijf kinderen uit dit huwelijk bereikten drie de volwassenheid:
- Philippe-Goswin, tweede graaf de Neny (Brussel, 1740 - Parijs, 1812). Hij werd staatsraad en voorzitter van de Raad van Doornik en het Doornikse. Na een politiek en sentimenteel nogal bewogen leven, stierf hij berooid in Parijs.
- Henri-Édouard de Neny (1741-1742).
- Marie-Thérèse de Neny (1742- apr. 1804), getrouwd met Goswin de Fierlant.
- Charlotte de Neny (1743-1808).
- Jean de Neny (1744-1745).

## Levensloop
Van 1726 tot 1731 liep Neny school bij de Engelse jezuïeten van Sint-Omaars. Na rechtenstudies aan de Universiteit Leuven, die hij beëindigde met het diploma van licentiaat, werd hij advocaat bij de Soevereine Raad van Brabant (1736). De Neny werd in de adelstand verheven op 2 november 1737, als hulde aan de verdiensten van zijn vader. Op 29 oktober werd hem de titel van graaf toegekend.
In 1738 werd hij secretaris bij de Raad van State en bij de Geheime Raad. Vervolgens werd hij lid van de Raad van Oorlog, raadsheer bij de Geheime Raad (1744), raadsheer bij de Opperraad voor de Nederlanden in Wenen (1750), raadsheer bij de Raad van State (1750), thesaurier-generaal bij de Raad voor Financiën (1754-1757) en koninklijk commissaris voor de Leuvense universiteit (1754). 
Op 3 januari 1758, werd hij voorzitter van de Geheime Raad, een ambt dat hij uitoefende tot in 1783, jaar waarin hij om gezondheidsredenen ontslag nam.
In 1777 kocht de Neny de herberg 'Het Vliegend Hert' aan de sluis van Drie Fonteinen van de Brusselse bankier Jan Jozef Walckiers. Hij liet de herberg afbreken en bouwde er zijn buitenverblijf 'Fontigny'.

## Activiteiten
De Neny was actief op het gebied van onderwijs. Hij streefde ernaar dit onderwijs te moderniseren door de programma's meer aan de tijd aan te passen en de tuchtreglementen voor de Leuvense universiteit te hervormen. Vanaf 1773 was hij betrokken bij de opheffing van de Jezuïetenorde. Hij nam actief deel aan de werking van de 'Commission royale des Études', die de afgeschafte jezuïetencolleges moest vervangen door keizerlijke colleges.
Op religieus gebied oefende hij grote invloed uit op de kerkelijke politiek van de regering. Zelf jansenist, werd hij beïnvloed door de ideeën van Zeger Bernhard van Espen en van Justinus Febronius. Hij was dan ook een sterk verdediger van de prerogatieven van de staat in religieuze materies en werkte aan de opbouw van een nationale kerk in de Oostenrijkse Nederlanden, L'église belgique.
Neny was een talentvol econoom en een bedachtzaam diplomaat. Volledig gewonnen voor de moderne ideeën, steunde hij de centraliserende politiek van de Oostenrijkse monarchie. Maria Theresia gaf hem de opdracht de organisatie van de openbare instellingen in de Oostenrijkse Nederlanden te bestuderen, teneinde als informatie te dienen voor de toekomstige keizer Jozef II.
Hij was een voorstander van inentingen en van een politiek van hygiëne.

## Publicaties
- Voor de latere keizer Jozef II schreef Neny in 1758 een historisch werk over de Zuidelijke Nederlanden, dat postuum in druk verscheen, Mémoires historiques et politiques sur les Pays-Bas autrichiens (Brussel, 1784).
- In 1763 stelde hij een overzicht op van het nationale kerkrecht, Mémoires sur le droit public ecclésiastique pour le gouvernement de l'Église belgique, dat hij tot het einde van zijn carrière bleef aanvullen.